# Церковь Сан-Стае
Сан-Стае, или Церковь Святого Евстахия и сподвижников мучеников (итал. La chiesa di San Stae o chiesa di Sant'Eustachio e Compagni martiri) — римско-католическая церковь в Венеции, ранее принадлежавшая одноимённому приходу, расположенная в сестиере (районе) Санта-Кроче на одноимённой площади (Campo San Stae) c фасадом, выходящим на Гранд-канал. Посвящена святому великомученику Евстахию (Евстафию).
Церковь является фамильным местом погребения знатного венецианского семейства Мочениго. Входит в ассоциацию Chorus Venezia.

## История
Предполагается, что церковь на этом месте была построена ещё в конце VIII века, возможно, на фундаменте более ранней постройки. Первое документальное свидетельство относится к 1127 году. Согласно отчётам о пастырских посещениях восемнадцатого века, Сан-Стае был густонаселённым, богатым и оживлённым приходом, и его приходские священники также были канониками базилики Сан-Марко.
В XVII веке церковь была реконструирована. Тогда же была изменена раннехристианская ориентация храма (с алтарём, обращённым к западу). Это решение было связано с легатом дожа Альвизе II Мочениго, который умер в 1709 году и был похоронен в самой церкви, оставив 20 000 дукатов на строительство фасада. Указом Наполеона храм отнесли к приходу Сан-Кассиано, но в 1953 году он вернулся в собственный приход. В 1965 году был закрыт. Со следующего года церковь стала самостоятельным приходом.

## Архитектура и произведения искусства
Главный фасад здания, обращённый в сторону Гранд-канала, оформлен в 1709 году по проекту архитектора Доменико Росси и характеризуется как соединение палладианского неоклассицизма и стиля барокко. Колонны большого ордера с пышными композитными капителями подняты на высокие цоколи. Меньшие колонны фланкируют портал с разорванным фронтоном и скульптурами. Композицию венчает треугольный фронтон, также со статуями: аллегорические фигуры Веры, Надежды и Спасителя (в центре) работы Антонио Коррадини). Тимпан фронтона прорезан окном-розеткой.
Над богатым скульптурным убранством фасада и интерьера церкви трудились известные венецианские скульпторы: Джузеппе Торретти, Антонио Тарсиа, Пьетро Баратта и Антонио Коррадини. По сторонам фасада имеются ниши со статуями Святого Освальда (работы Дж. Торретти) и Святого Себастьяна (П. Баратта). Над ними — два барельефа с историями мученичества святого Евстахия: «Евстахий и его семья избавлены от неволи» и «Мученичество Евстахия и его семьи в раскалённом бронзовом быке».
Проект интерьера, строительство которого началось в 1678 году, является работой архитектора Джованни Грасси. Церковь имеет один неф со сводчатым потолком и полуколоннами композитного ордера, тремя капеллами с каждой стороны и большим пресбитерием.
В центре пола нефа находится большая и простая надгробная плита Альвизе II Мочениго. Дож пожелал быть похороненным в одежде капуцинов. В завещании дож приказал, чтобы захоронение «было простым и благородным, более для украшения пола указанной церкви, чем для помпезности нашего имени и личности», и продиктовал анонимную надпись на камне: «Nomen et cineres una cum vanitate sepulta» (лат., Имя и прах похоронены вместе с тщеславием).
Монументальный алтарь выполнен в виде скинии, вставленной в нишу из тёмного мрамора, окружённой большими и малыми колоннами. На венчающем треугольном фронтоне — скульптуры ангелов, которые как бы смотрят на центральную группу херувимов, держащих большую золотую чашу таинства Святого причастия.
На боковых стенах пресбитерия находятся картины, посвящённые деяниям двенадцати апостолов. Картины написаны разными художниками по завещанию патриция Андреа Стацио (который был одним из донаторов реконструкции церкви в течение 35 лет). Картины обрамлены и соединены друг с другом лепными украшениями с образами херувимов и цветочными завитками.
На правой стене вверху: «Святой Филипп, избитый воином» (Пьетро Уберти. 1722—1723), «Причастие святого Иакова Младшего» (Никколо Бамбини, 1722—1723), «Мученичество святого Фомы» работы Джамбаттисты Питтони (1722—1723); в центре «Падение манны» Джузеппе Анджели (после 1770 г.); ниже: «Святой Иаков, ведомый на мученичество» Джамбаттисты Пьяццетты (1717), «Святой Павел, ведомый на небеса» Грегорио Ладзарини (1722—1723), «Распятие святого Андрея» Джованни Антонио Пеллегрини (1722—1723). На левой стене: вверху: «Святой Матфей Евангелист» работы Сильвестро Манайго (ок. 1720), «Святой Симеон» работы Джамбаттисты Мариотти (1725), «Святой Апостол Иуда Фаддей» работы Анджело Тревизани (ок. 1721); в центре — «Жертвоприношение Мелхиседека» Джузеппе Анджели (после 1770); ниже: «Мученичество святого Варфоломея» работы Джамбаттисты Тьеполо (1722—1723), «Освобождение Святого Петра из темницы» Себастьяно Риччи (1717—1724), «Мученичество святого Иоанна Богослова» Антонио Балестры (ок. 1724).
На потолке большое панно на холсте овального формата с изображением «Триумфа Добродетели» работы Бартоломео Литтерини (1708), ранее приписывалось Себастьяно Риччи.
Капеллы храма хранят многие произведения искусства. Так, в первой капелле справа имеется запрестольный образ «Мадонны и святых Лоренцо Джустиниани, Франциска Ассизского и Антония Падуанского» работы Никколо Бамбини (ок. 1710).
В первой капелле слева (Cappella Foscarini) имеется скульптурное Распятие работы Джузеппе Торретти (ок. 1710); на боковых стенах памятные бюсты Себастьяно Фоскарини работы Торретти, Антонио Фоскарини работы Антонио Тарсиа, Людовико Фоскарини (Пьетро Баратта) и Джироламо Фоскарини работы (Паоло Гроппелли). Во второй капелле: запрестольный образ Вознесения Мадонны (Рala dell’Assunta) работы Франческо Мильори (после 1722), единственный алтарь среди других капелл с фронтальным барельефом: "Музицирующие и танцующие ангелы и путти с надписью на картуше: «Assumpta est Maria in Coelum» (лат., «Мария была вознесена на небеса»). В других капеллах — произведения Якопо Амигони, Пьетро Баратты, Джероламо Фоскарини, Паоло Гроппелли.
В сакристии — картина Пьетро Делла Веккиа «Мёртвый Христос» (XVII в.) Далее: анонимное тондо «Чудо исцеления слепого», за которым следуют два больших полотна Джамбаттиста Питтони (после 1753 г.) На алтаре — запрестольный образ семнадцатого века «Распятие» Маффео Вероны, на левой стене: «Святой Евстахий в темнице» работы Бартоломео Литтерини, за которым следует ещё одно тондо напротив первого: «Проповедь Христа».
На контрфасаде находится большой орган мастера Гаэтано Каллидо (1772). Клирос и корпус органа богато украшены фестонами, растительными мотивами, херувимами и ангелами-музыкантами, украшениями, выполненными между 1718 и 1720 годами неким Мистро Кассаном.

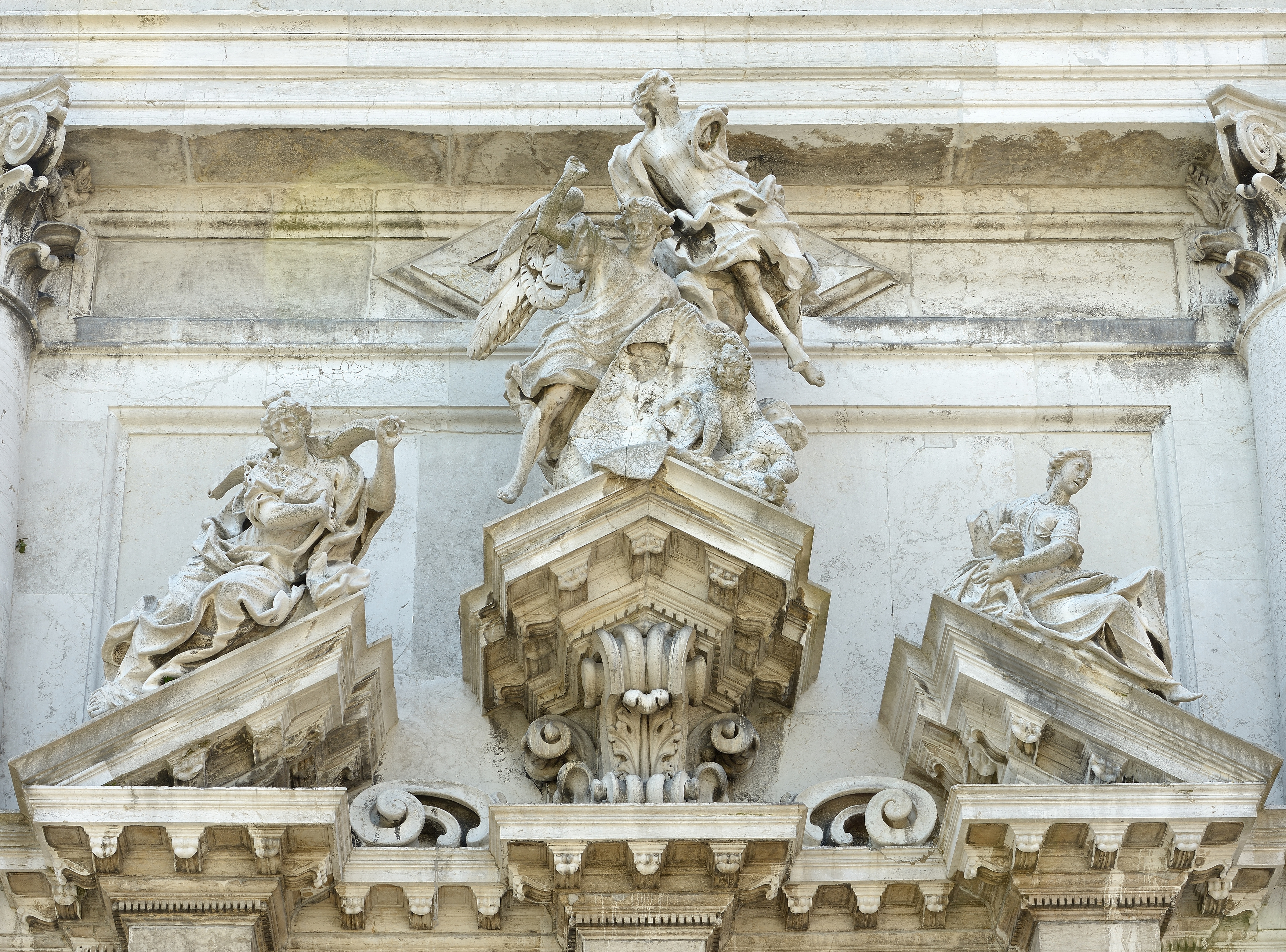
Скульптуры главного портала церкви: Два ангела (в центре) работы Джузеппе Торретти, Аллегория Терпения с ярмом (слева), Аллегория Кротости (справа) работы Пьетро Баратты
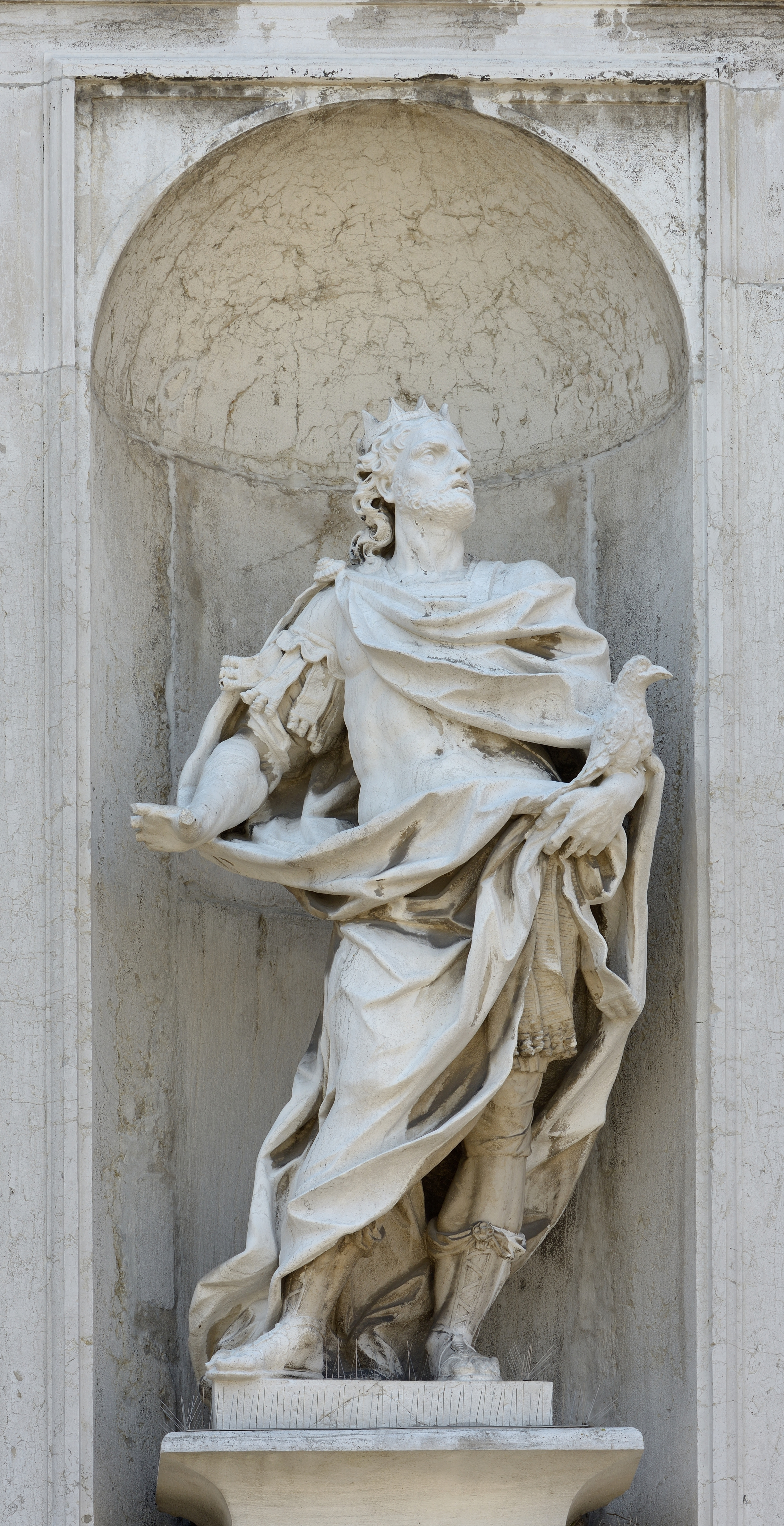
Святой Освальд. Статуя фасада. Скульптор Дж. Торретти.
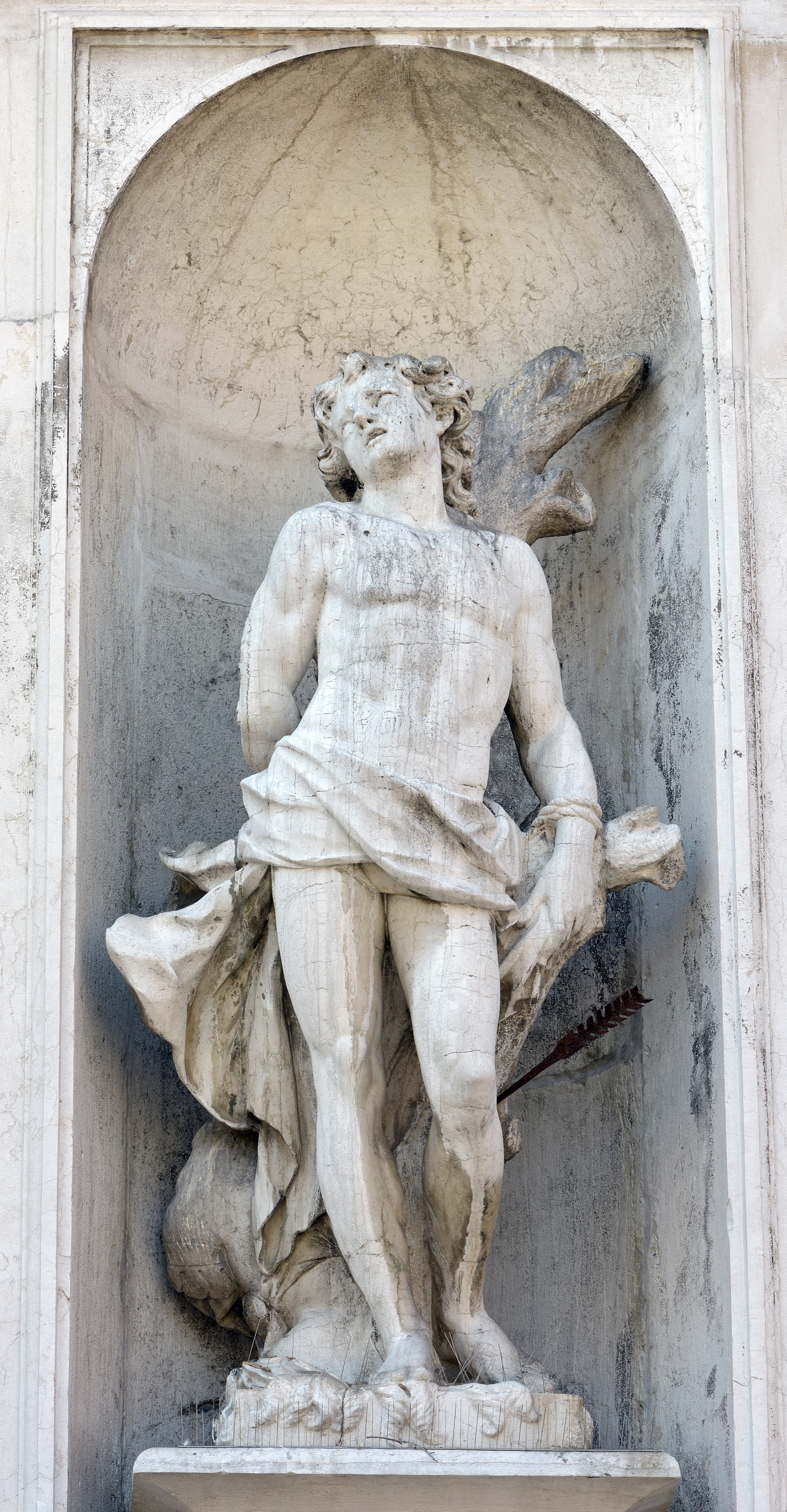
Святой Себастьян. Статуя фасада. Скульптор П. Баратта
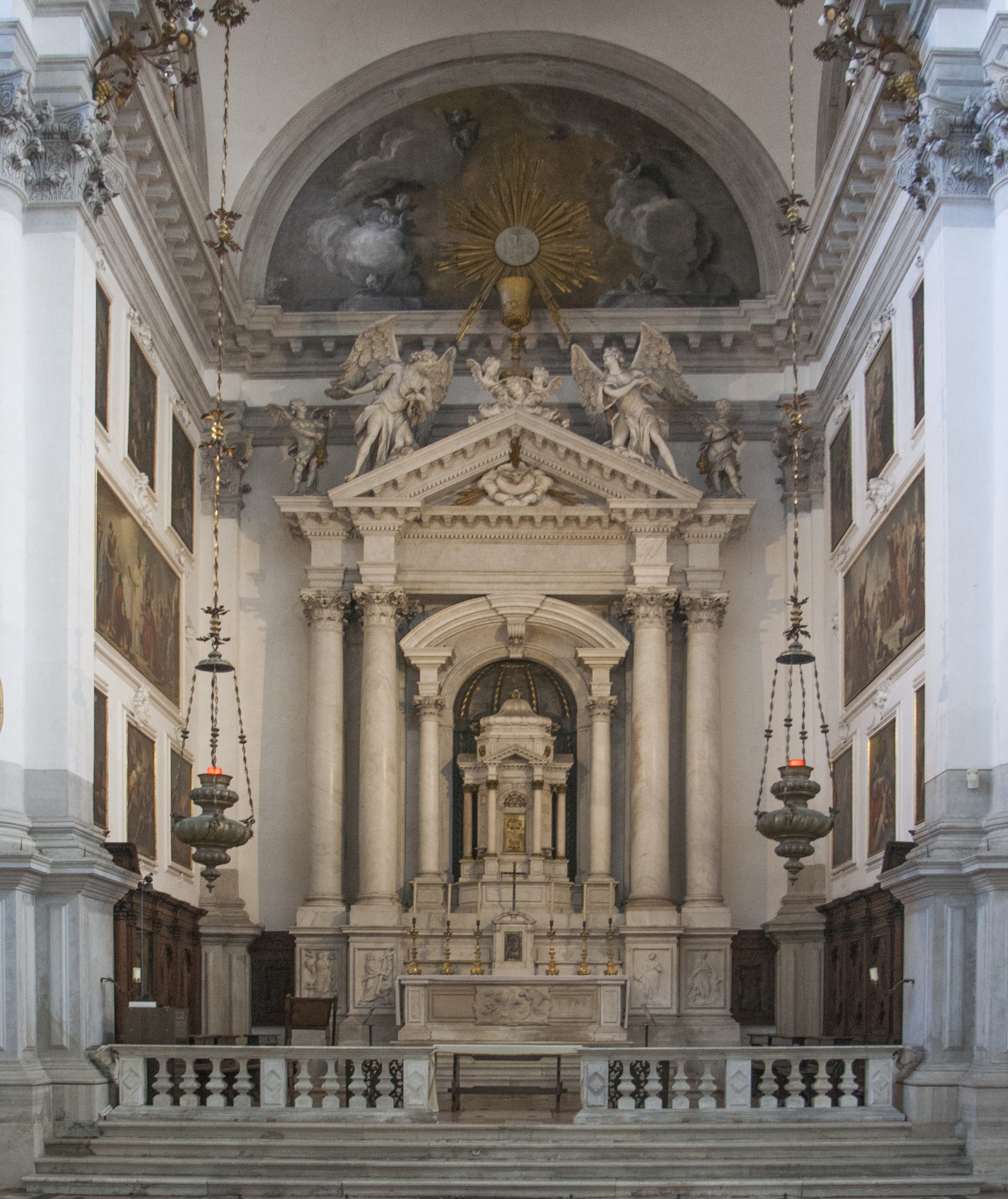
Пресбитерий и главный алтарь
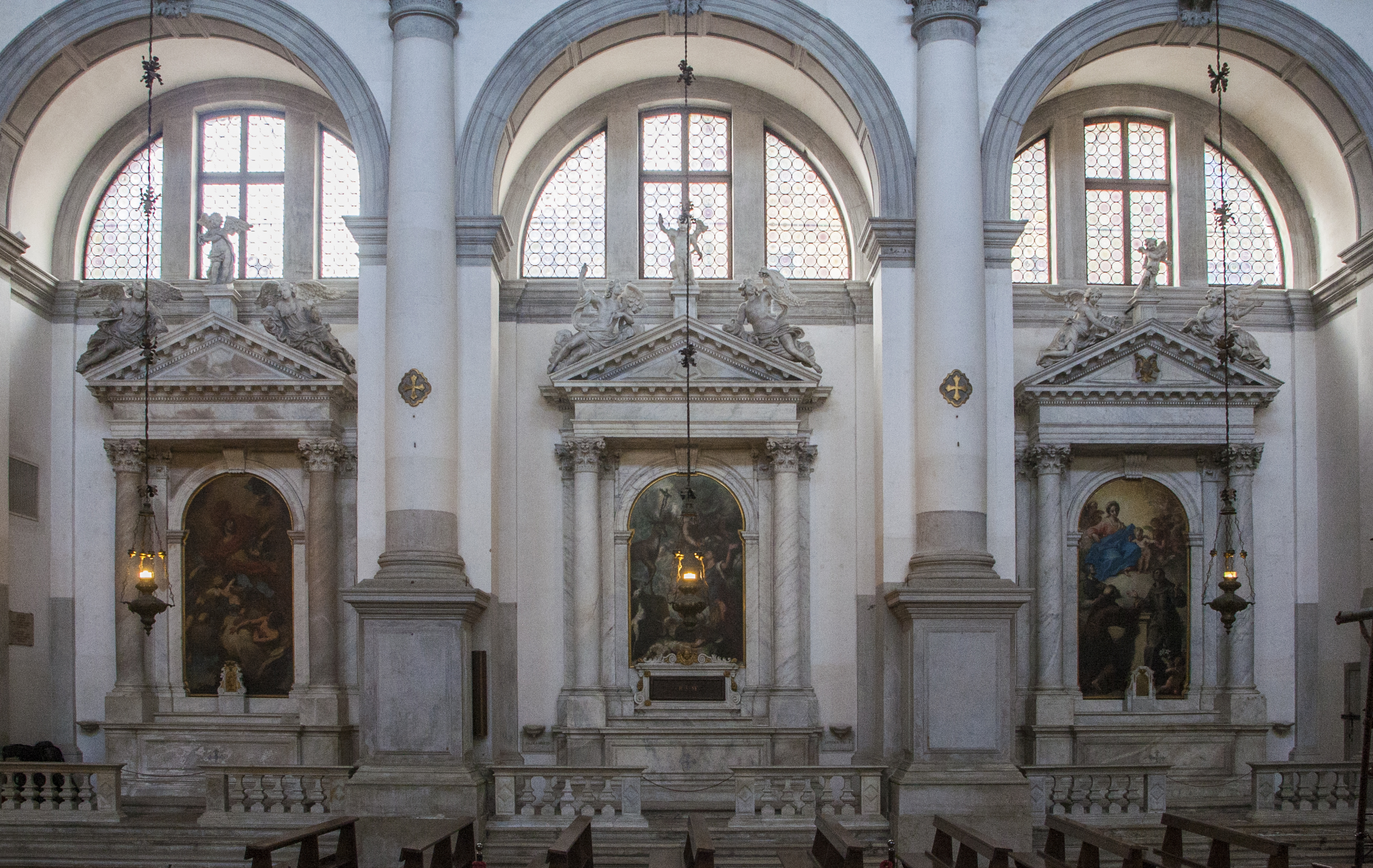
Правая сторона нефа
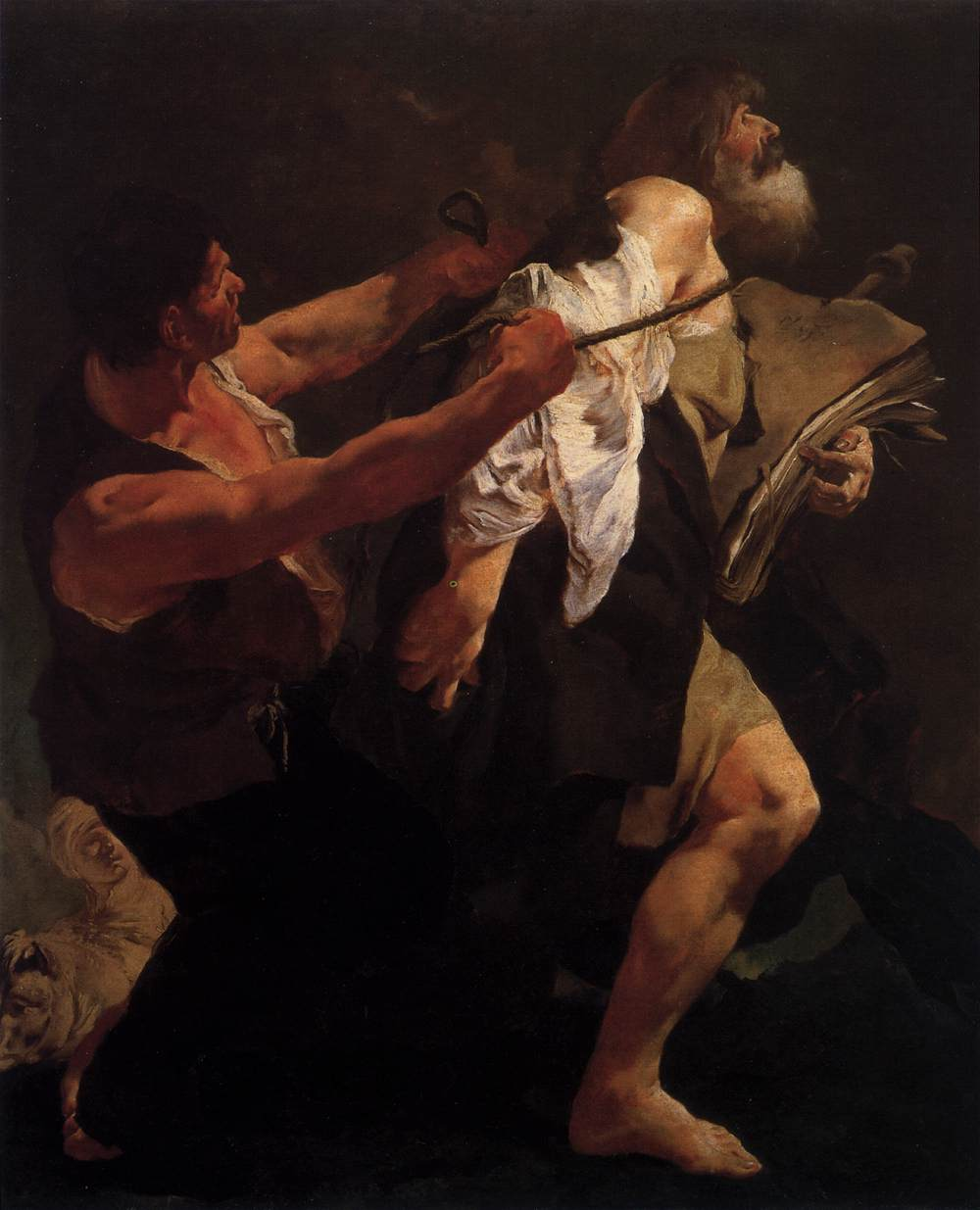
Дж. Б. Пьяццетта. Святой Иаков, ведомый на мученичество. 1717
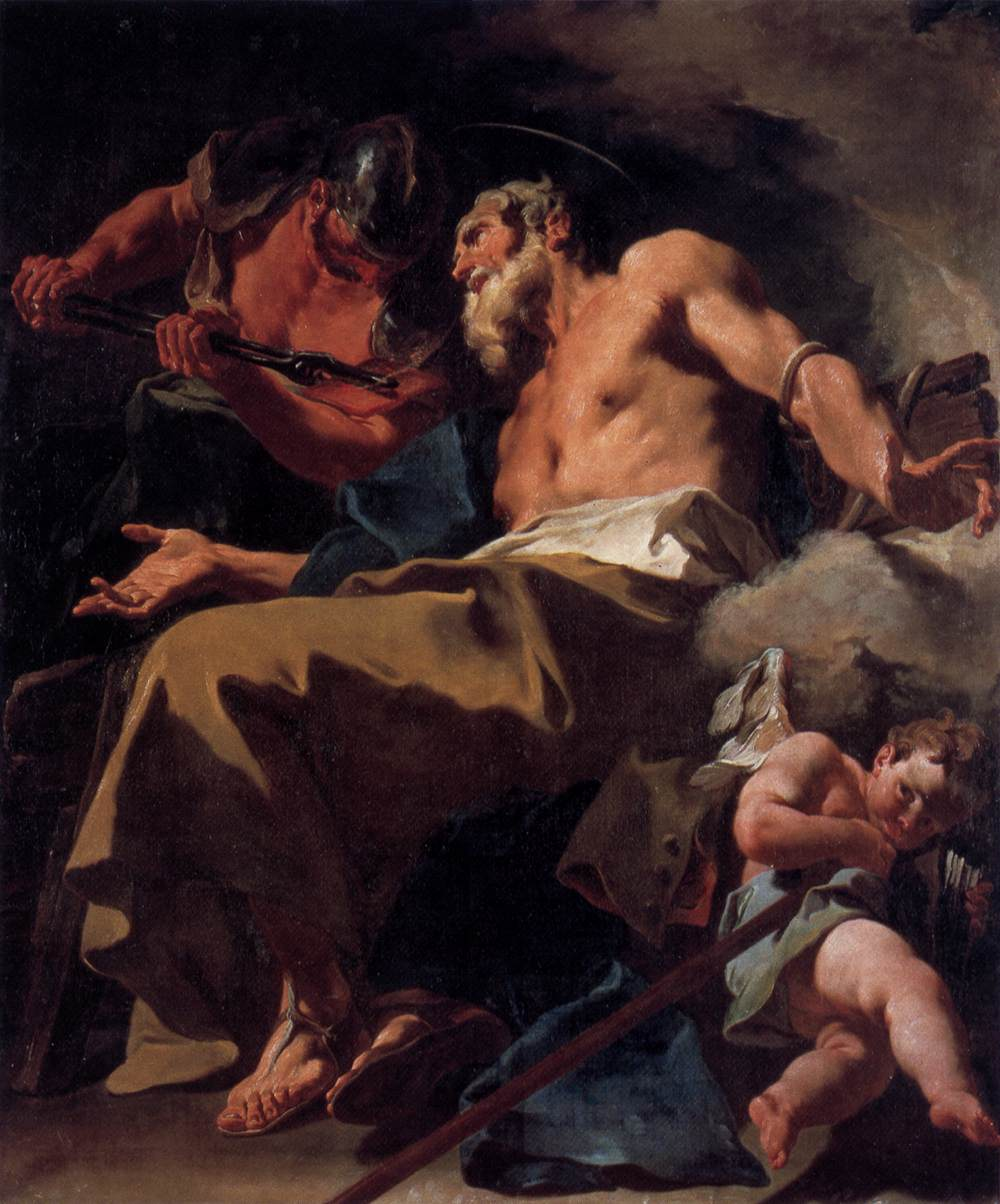
Дж. Б. Питтони. Мученичество Святого Фомы. 1722.
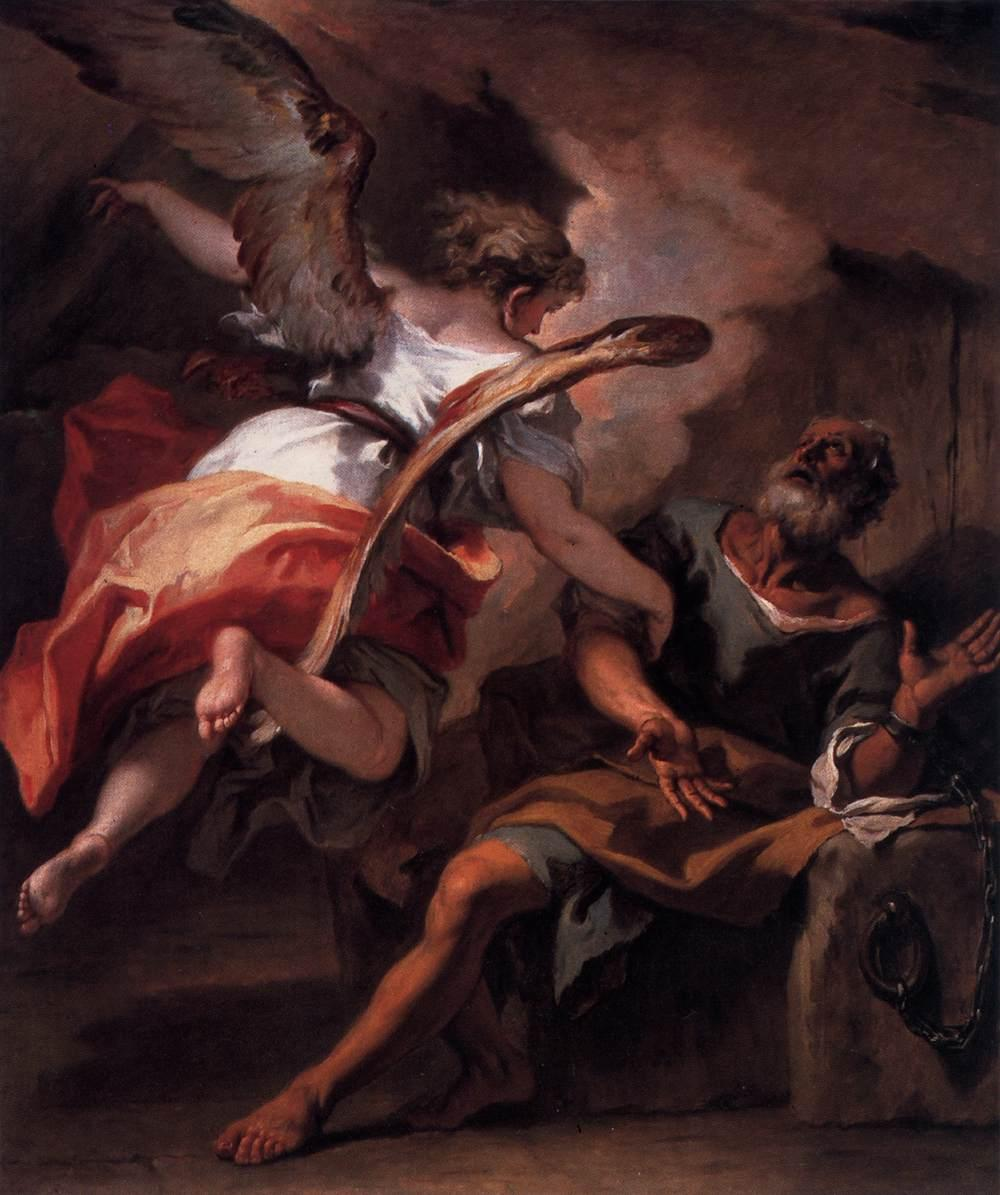
С. Риччи. Освобождение Святого Петра из темницы. 1717–1724
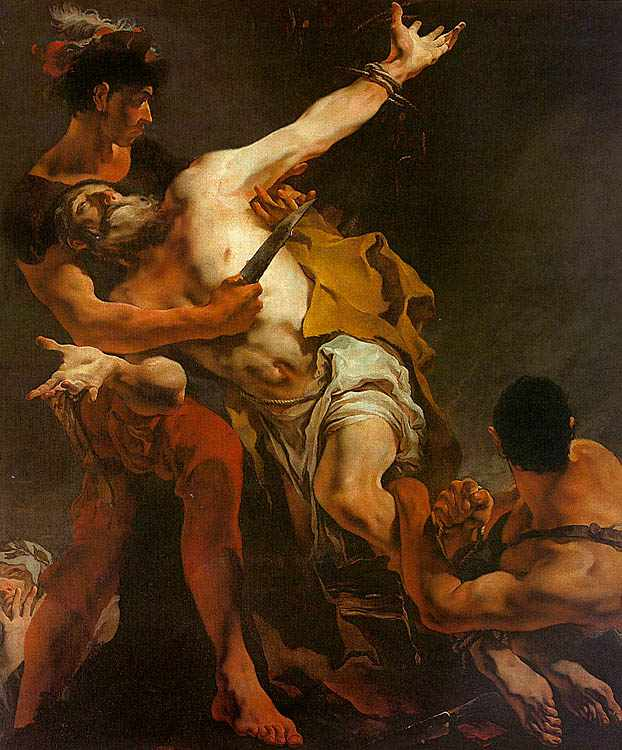
Дж. Б. Тьеполо. Мученичество святого Варфоломея. 1722–1723
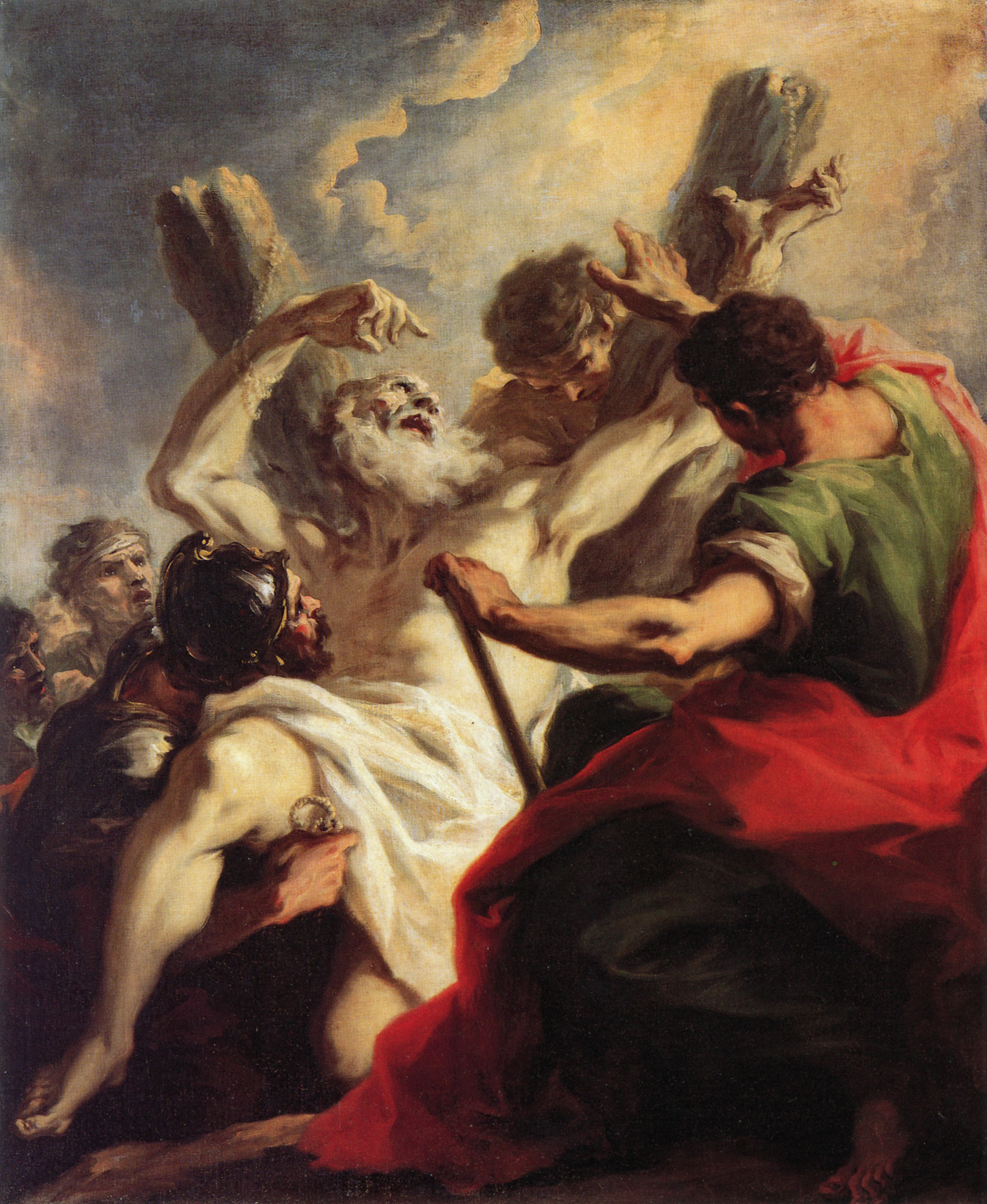
Дж. А. Пеллегрини. Распятие святого Андрея. 1722–1723
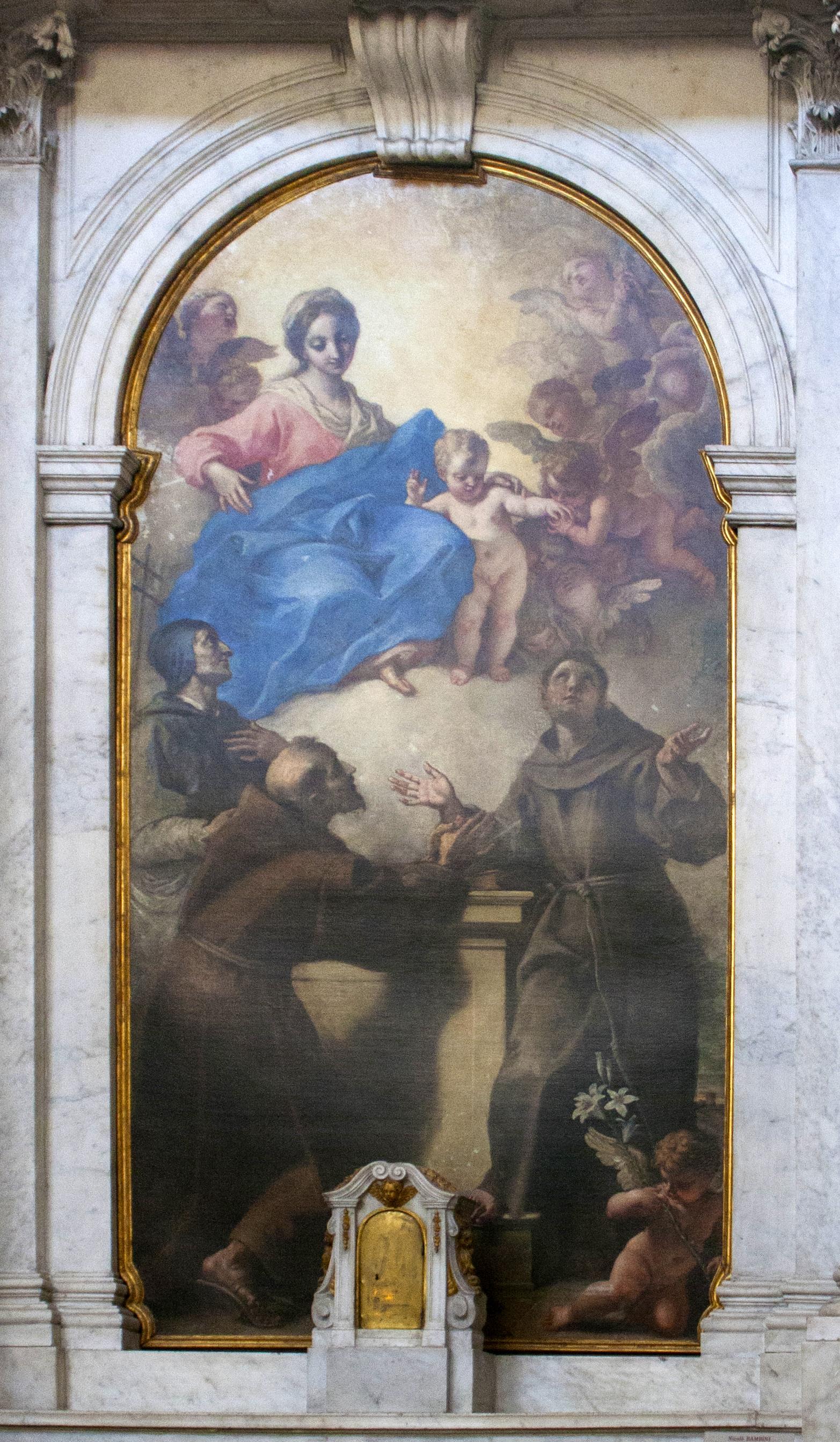
Н. Бамбини. Мадонна и святые Лоренцо Джустиниани, Франциск Ассизский, Антоний Падуанский. Ок. 1710
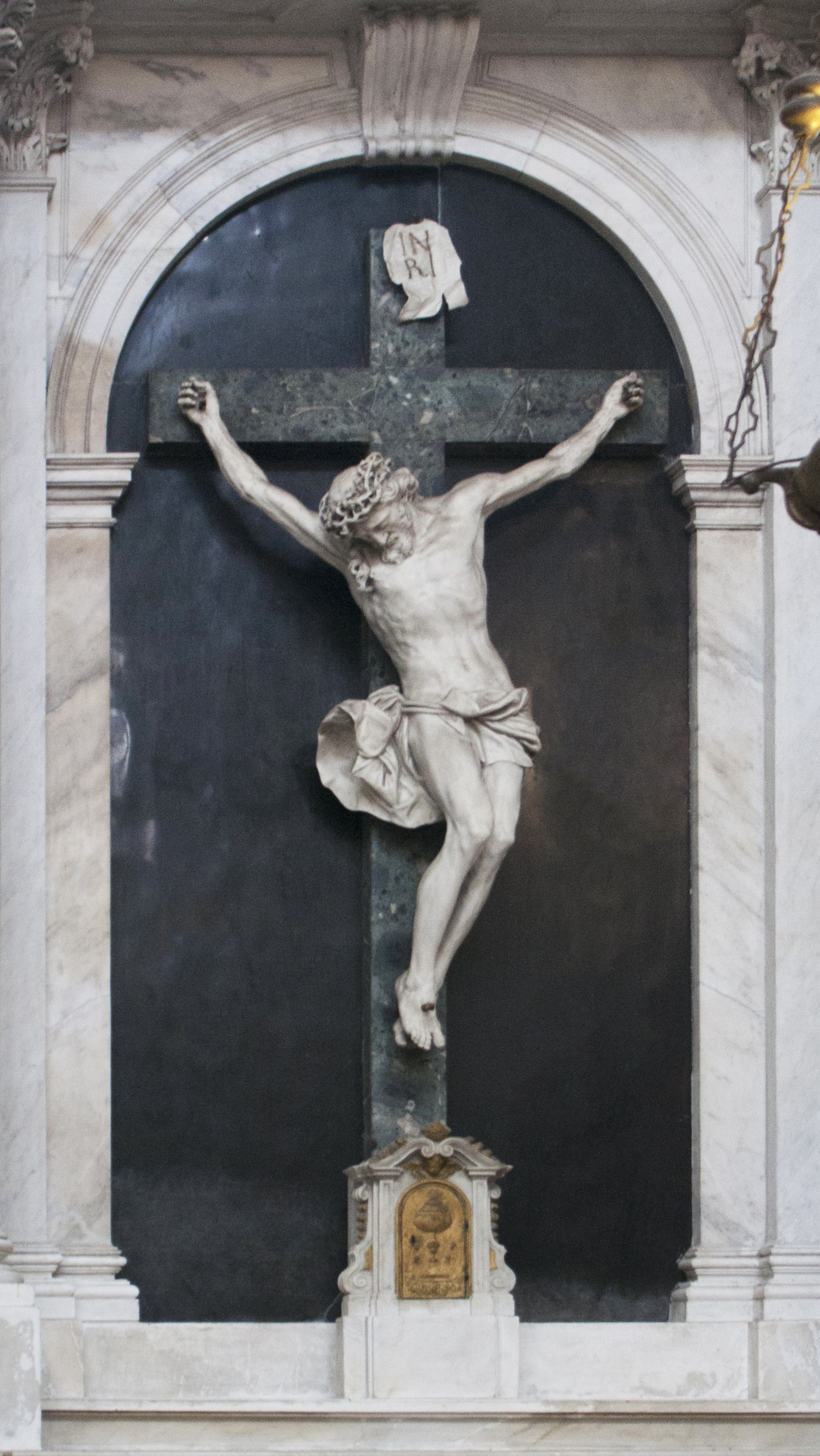
Дж. Торретти. Распятие. Капелла Фоскарини. Ок. 1710
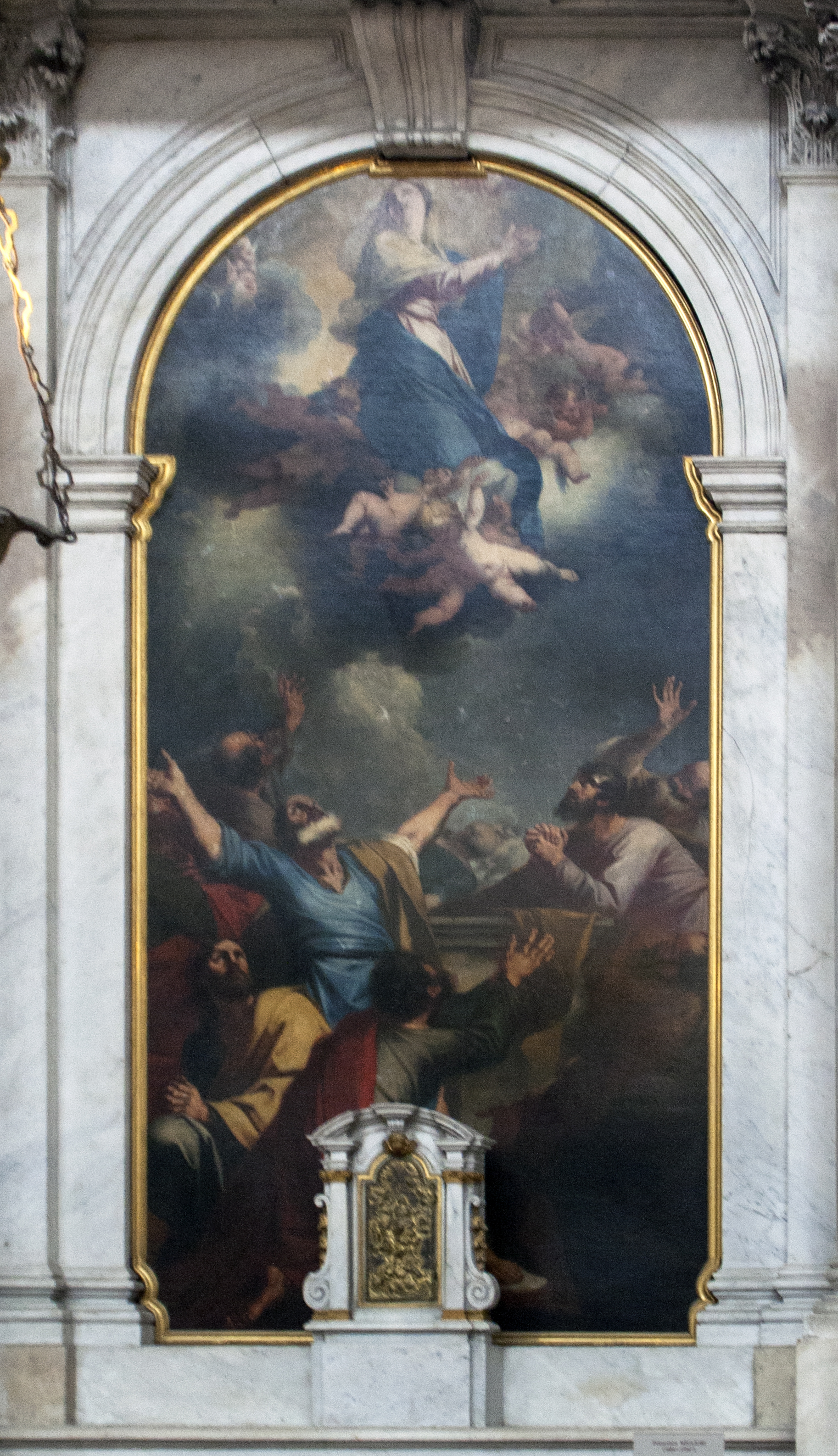
Ф. Мильори. Вознесение Мадонны (Рala dell'Assunta). После 1722
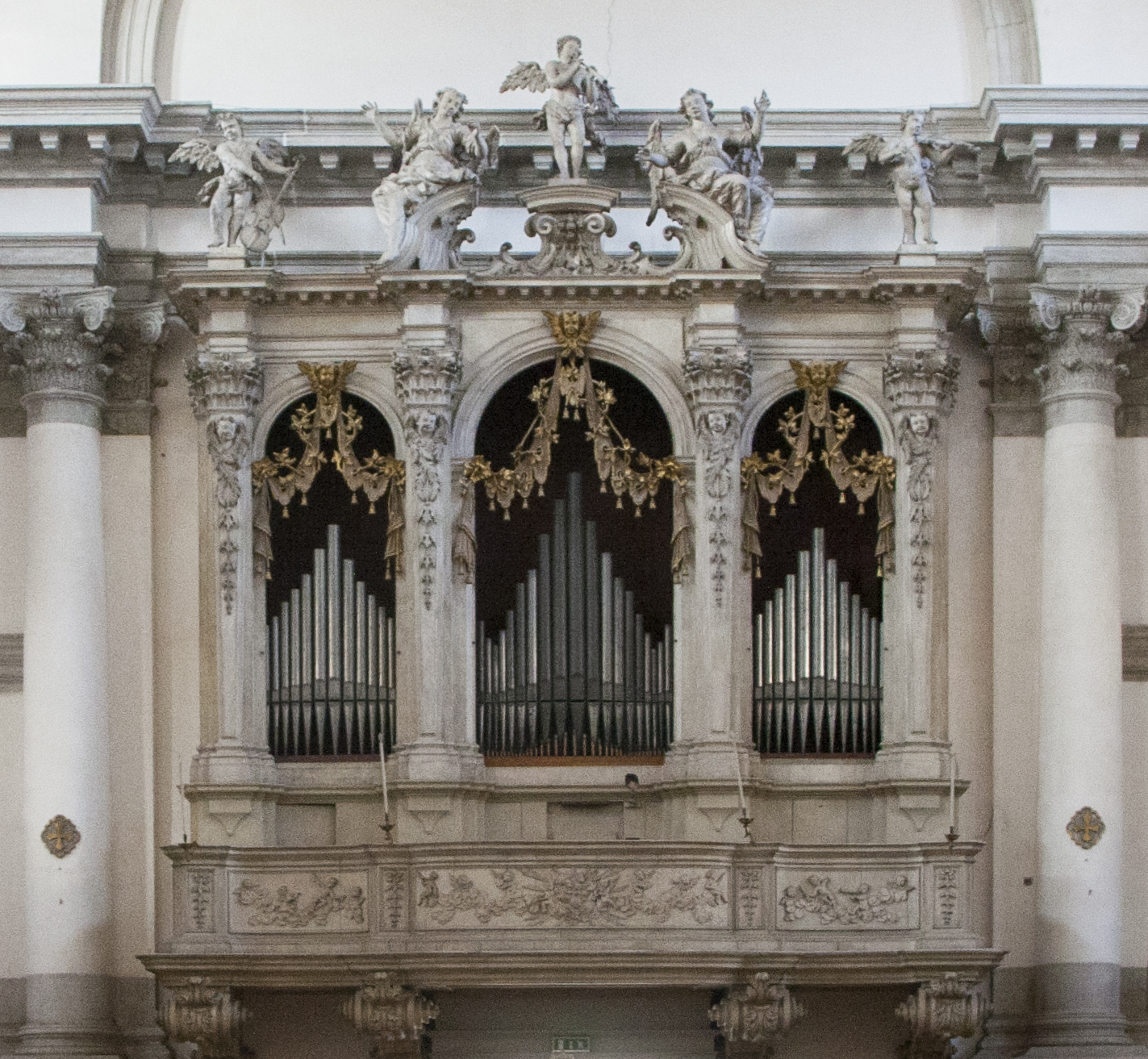
Орган церкви